# Khadija Souissi
Khadija Souissi (arabe : خديجة السويسي), née en 1944 et morte le 13 août 2018 à La Marsa, est une actrice tunisienne.

## Biographie
Khadija Souissi entame sa carrière en 1964 et joue dans de multiples pièces de théâtre, films et feuilletons télévisés.
Elle se marie à l'acteur et metteur en scène Moncef Souissi.
Elle meurt le 13 août 2018 à l'hôpital Mongi-Slim de La Marsa,.

## Filmographie

### Cinéma
- 2008 : L'Accident de Rachid Ferchiou[4]

### Télévision

#### Séries
- 1991 : El Ness Hkayet de Hamadi Arafa : Jalila
- 1992 : El Douar (ar) d'Abdelkader Jerbi : Salha
- 1993 : El Assifa d'Abdelkader Jerbi : Khadija, mère de Rachid
- 1994 : Amwej de Slaheddine Essid : Douja
- 1999 : Ghalia de Moncef El Kateb (invitée d'honneur)
- 2000 : Rih El Misk (saison 2) de Slaheddine Essid et Ezzeddine Harbaoui : Habiba
- 2001 : Ryhana de Hamadi Arafa
- 2002 : Chams wa Dhilal d'Ezzedine Harbaoui : Chérifa
- 2005 : Mal Wa Amal d'Abdelkader Jerbi : mère de Kaouther et Ridha
- 2005-2009 : Choufli Hal de Slaheddine Essid et Abdelkader Jerbi : Douja

#### Téléfilms
- 2009 : Choufli Hal d'Abdelkader Jerbi : Douja

## Théâtre
- Anniversaire, texte et interprétation de Khadija Souissi, mise en scène de Samir Ayadi[5]
- Souvenir d'un mariage (Dhikra zawaj)[6]

## Distinctions
- Chevalier de l'Ordre de la République tunisienne (2008)[7].